# Hadúr
Hadúr, algumas vezes grafado Hadur ou Hodur, era a princípio o Deus do fogo e posteriormente o Deus da guerra na religião nativa dos húngaros, anterior ao cristianismo. Ferreiro dos Deuses, ele é imaginado como um grande homem com cabelo longo e com armaduras e armas feitas de cobre puro, uma vez que esse era seu metal sagrado. Supostamente forjou a lendária Espada de Deus (Isten Kardja), que foi encontrada por Átila, o Huno, e que possibilitou a ascensão dos Hunos (Império Huno). Era costume sacrificar garanhões brancos para ele antes de uma batalha.